# Harivamsha
Das Harivamsha oder auch Harivamsa ist ein bedeutendes Werk der Sanskrit-Literatur, das um Christi Geburt niedergeschrieben wurde. Es besteht aus 16.374 Versen, die vorwiegend im Anustubh-Versmaß gehalten sind.

## Etymologie
Harivamsha – Sanskrit हरिवंश - harivaṃśa – leitet sich ab von Hari – हरि, eine Bezeichnung für Vishnu, und vaṃśa – वंश – mit der Bedeutung Stammbaum, Genealogie (eines Sippenverbandes). Das Harivamsha beschreibt somit die Familienbande des Hari-Clans.

## Allgemeines
Der Verstext des Harivamsha wird oft als khila bzw. Anhang zum Mahabharata angesehen. Als sein Verfasser gilt traditionell Veda Vyasa. Das bharata bhava deepa, der berühmteste Kommentar zum Mahabharata, geschrieben von Neelakantha Chaturdhara, behandelt ebenfalls das Harivamsha. Laut dem Adi Parva unterteilt sich das Harivamsha in zwei Bücher (parvas) mit insgesamt 12.000 Versen. Die im 19. Jahrhundert in verschiedenen Regionen Indiens aufgefundenen Manuskripte bestanden jedoch aus drei Büchern, das Harivamsha-Purana, das Vishnu-Purana und das Bhavishya-Purana (mit insgesamt mehr als 16.000 Versen). Diese drei Bücher finden sich unter den 18 Mahapuranas des Mahabharata.
Das erste Buch (Harivamsha Parva) beschreibt die Entstehung des Universums, die legendäre Geschichte der Könige der Sonnen- und Monddynastie bis hin zur Geburt Krishnas. Das zweite Buch (Vishnu Parva) erzählt die Geschichte Krishnas bis hin zu den Ereignissen, die kurz vor Beginn des Mahabharatas stattfanden. Das dritte Buch (Bhavishya Parva) enthält zwei unterschiedliche Schöpfungstheorien, Hymnen an Shiva und Vishnu und eine Beschreibung des Kali-Yuga.
Das Harivamsha ist zweifellos eine wichtige Informationsquelle zu den Ursprüngen Krishnas, der Inkarnation Vishnus. Es besteht aber der Verdacht, dass das Harivamsha aus einem noch früheren Text hervorgegangen ist, der möglicherweise eine Beziehung zum Brahma-Purana aufweist. Das Brahma-Purana ist seinerseits ein bedeutender Quelltext zur Aufklärung der Ursprünge Krishnas.

## Zeitliche Einordnung

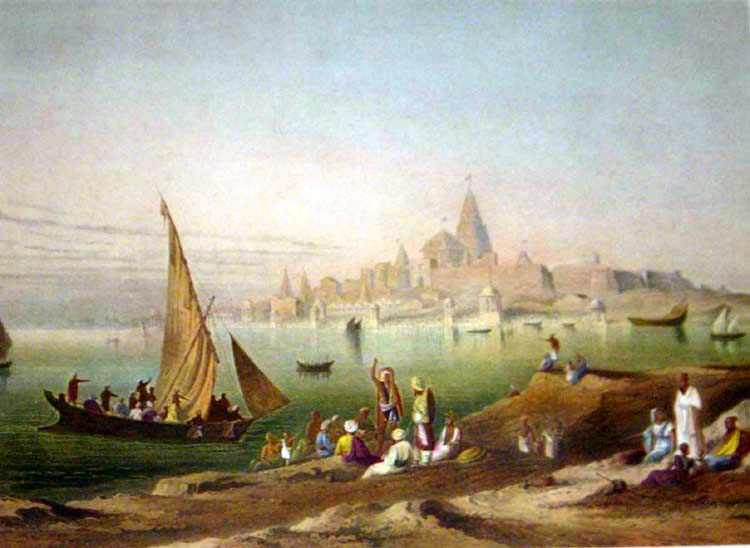
Die Stadt Dwarka bildet den Handlungshintergrund mehrerer Kapitel des Harivamsha

Der größte Teil des Harivamsha-Textes beruht auf zwei verschiedenen Quellen, einerseits auf der pañcalakṣaṇa-Tradition (bestehend aus den fünf Charakteristika des Purana-Korpus, von denen eines vaṃśa bzw. Genealogie ist) und andererseits auf Geschichten über das Leben Krishnas als Hirtenjunge.
Der uneinheitliche Text ist komplex aufgebaut, wobei bestimmte Lagen bis ins 1. oder 2. Jahrhundert v. Chr. zurückreichen. Wann die Angliederung des Harivamsha ans Mahabharata erfolgte ist nicht genau bekannt, dürfte aber noch vor dem 1. Jahrhundert geschehen sein, da der Dichter Ashvagosha (ca. 80 bis 150 n. Chr.) Verse aus dem Mahabharata zitiert, die nur im Harivamsha zu finden sind (Datta 1858).
Hopkins sieht das Harivamsha als letztes Parva des Mahabharata an. Hazra stellt das Harivamsha Purana aufgrund einer Beschreibung des Rasa lila ins 4. Jahrhundert. Für ihn stammt das Vishnu-Purana aus dem 5. und das Bhagavata-Purana aus dem 6. Jahrhundert. Das Matsya-Purana gehört laut Dikshit ins 3. Jahrhundert. Wenn wir die Krishna-Biographie, die Erzählung von Raji und andere Episoden aus dem Harivamsha mit den angeführten Puranas vergleichen, so erscheinen sie älteren Datums als die Puranas zu sein. Das Vishnu-Parva und das Bhavishya-Parva sind somit auf jeden Fall älter als das 3. Jahrhundert.
Stilistische und inhaltliche Vergleiche legen nahe, dass das Harivamsha-Parva älter als das Vishnu-Parva und das Bhavishya-Parva ist. Die von Ashvaghosha zitierten Verse gehören zum Harivamsha-Parva. Wir dürfen daher sicher sein, dass das Harivamsha-Parva (mit Ausnahme später erfolgter Einschübe) spätestens im 1. Jahrhundert redigiert wurde.

## Ausgaben

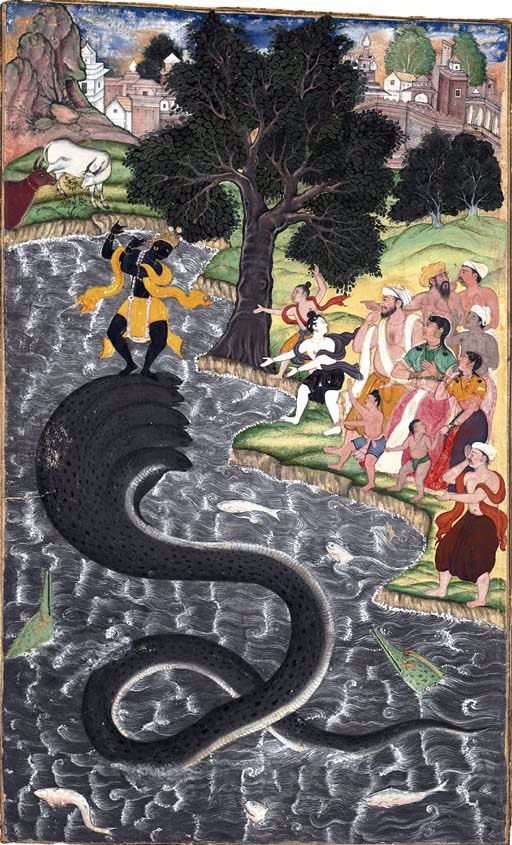
Krishna tanzt auf den Köpfen der Schlange Kaliya, Vishnu-Parva, 11–12

Vom Harivamsha existieren zwei Ausgaben. Die gewöhnliche Ausgabe (Vulgata) hat insgesamt 271 adhyāyas (Kapitel), die sich auf drei parvas (Bücher) verteilen: 55 Kapitel für das Harivamsha-Parva, 81 Kapitel für das Vishnu-Parva und 135 Kapitel für das Bhavishya-Parva. Die so genannte Kritische Ausgabe (engl. Critical Edition, oder abgekürzt CE – Herausgeber P. L. Vaidya, 1969–1971) ist mit 118 Kapiteln und 6073 slokas (Versen) nur rund ein Drittel so stark wie die gewöhnliche Ausgabe. Auch sie ist in drei parvas unterteilt, wobei das Harivamsha-Parva aus den Kapiteln 1–45, das Vishnu-Parva aus den Kapiteln 46–113 und das Bhavishya-Parva aus den Kapiteln 114–118 bestehen. Vaidya ist der Ansicht, dass selbst noch die Kritische Ausgabe einen aufgeblähten Text darstellt und dass die ursprüngliche Ausgabe wahrscheinlich erst bei Kapitel 20 einsetzte (wie aus dem Agni-Purana, Vers 12 ersichtlich) und bereits bei Kapitel 98 endete.

## Übersetzungen
Das Harivamsha wurde in viele Sprachen des indischen Subkontinents übersetzt, aber auch ins Englische (von Manmatha Nath Dutt im Jahr 1896/1897), ins Französische (von M. A. Langlois in Paris, 1834–1835) und in andere Sprachen.

## Inhalt
Im vorletzten Kapitel (Kapitel 134) des Harivamsha-Textes erfolgt eine kurze Rekapitulation der behandelten Themen wie folgt:
Harivamsha-Parva
| Kapitel | Inhalt |
| ------- | --- |
| 1–3     | Janamejaya bittet Vaisampayana den Stammbaum der Vrisnis von Anfang an zu schildern. Vaisampayana beginnt, den Schöpfungsvorgang zu beschreiben. |
| 4–6     | Die Geschichte Prithus, des Sohnes Venas |
| 7–8     | Beschreibung der Herrschaftszeiten der Manus |
| 9–10    | Ursprung der Vaivasvata-Dynastie |
| 11      | Geschichte des Dhundumara |
| 12      | Geschichte des Galava |
| 13–15   | Geschichte der Familien Ikshvaku und Sagara |
| 16–24   | Pitrkalpa (Seligsprechung der Manen) inklusive der Geschichte von Brahmadatta und seinen sieben Söhnen                                           |
| 25–27   | Geschichte von Soma, Budha und Pururava |
| 27–28   | Die Dynastie von Amavasu und Raji |
| 29      | Das Rennen von Kshatravriddha und die Legende von Divodasa                                                                                       |
| 30      | Die Legende von Yayati |
| 31–32   | Die Familie der Purus |
| 33–39   | Die Geschichte der Yadavas; beinhaltet in den Kapiteln 38–39 die Erzählung des Syamantaka-Edelsteins                                             |
| 40–41   | Die Inkarnationen Vishnus |
| 42–48   | Die Tarakamaya-Schlacht zwischen den Göttern und den Titanen                                                                                     |
| 49–52   | Der Schiedsspruch Brahmas und der Erdgöttin |
| 53–55   | Die Teilinkarnation der Götter |

Vishnu-Parva
| Kapitel | Inhalt |
| ------- | --- |
| 1       | Naradas Warnung an Kamsa |
| 2–3     | Kamsa befiehlt, Devaki unter Bewachung zu stellen und alle ihre Kinder zu töten                                                                                               |
| 4–5     | Geburt Krishnas und sein Austausch mit der Tochter Nandas und Yashodas; Beschreibung des Lagers der Kuhhirten                                                                 |
| 6–7     | Umwerfen des Karrens und Tötung der Putana; Entwurzeln der beiden Arjuna-Bäume                                                                                                |
| 8–10    | Umzug nach Vrindavan |
| 11–12   | Krishnas Sieg über Kaliya |
| 13–14   | Krishna tötet den Esel Dhenuka sowie Pralamba |
| 15–19   | Zum Schutz gegen Indra hebt Krishna den Govardhana-Hügel auf |
| 20      | Der Rasa-Tanz |
| 21      | Krishna tötet den Stier Arishta |
| 22–23   | Die beratende Versammlung Kamsas |
| 24      | Krishna tötet die Stute Keshi |
| 25–28   | Die Reise Krishnas und Samskarsanas unter Begleitung von Akrura an den Hof Kamsas                                                                                             |
| 29–30   | Tod des Elefanten Kuvalayapida; Krishna tötet Chanura und Andhra und anschließend Kamsa                                                                                       |
| 31–32   | Wehklagen der Frauen Kamsas; Bestattung Kamsas und Einsetzen Ugrasenas auf den Thron von Mathura                                                                              |
| 33      | Erziehung Krishnas und Balaramas durch Sandipani und die Rettung seiner Kinder                                                                                                |
| 34–36   | Der Angriff Jarasandhas von Magadha auf Mathura und seine Niederlage |
| 37–38   | Die Ausführungen Vikadrus |
| 39–42   | Das Treffen von Krishna und Balarama mit Parasurama; die Besteigung des Berges Gomanta; Verbrennen Gomantas                                                                   |
| 43–44   | Das Ende Srigalas |
| 45      | Rückkehr nach Mathura |
| 46      | Samskarsana pflügt das Bett der Yamuna |
| 47–54   | Svayamvara Rukminis und die Verschwörung Jarasandhas und seiner Verbündeten                                                                                                   |
| 55–56   | Der Umzug von Mathura nach Dwarka |
| 57      | Der Angriff Kalayavanas und Tod Krishnas |
| 58      | Gründung Dwarkas |
| 59–61   | Rukminis Entführung durch Krishna, ihre Hochzeit und ihre Nachkommenschaft |
| 62      | Die Taten Balaramas |
| 63–64   | Tötung Narakas |
| 65–76   | Der Diebstahl des Parijata-Baumes aus Indras Garten |
| 77–81   | Das Einhalten von Punyakavidhi, d. h. Zeremonien, Feiern und Gelübde mittels derer eine Ehefrau ihren Körper für ihren Mann attraktiv macht und seine Zuneigung am Leben hält |
| 82–85   | Tötung der Dämonen von Shatpura |
| 86–87   | Mahadeva tötet Andhaka |
| 88–89   | Die Vergnügungen der Yadavas im Meer |
| 90      | Die Entführung Bhanumatis |
| 91–97   | Hochzeit von Pradyumna und Prabhavati |
| 98–100  | Wiederaufbau Dwarkas; der Einzug in Dwarka und der Einzug ins Rathaus |
| 101–102 | Die Ausführungen Naradas |
| 101–102 | Die Tradition der Vrishni-Dynastie |
| 104–109 | Die Legende von Pradyumna und die Tötung Sambaras |
| 110     | Die Geschichte Sambas |
| 111–115 | Krishna schafft die vier toten Söhne eines Brahmanen fort |
| 111–115 | Krishnas Kampf mit Bana und die Heirat Usas, der Tochter von Bana, mit Aniruddha, dem Enkel Krishnas                                                                          |

Anmerkung: Die Verse 77–97 sind definitiv spätere Texteinschübe.
Bhavishya-Parva
| Kapitel | Inhalt                                                                                       |
| ------- | -------------------------------------------------------------------------------------------- |
| 1–2     | Der Stammbaum Janamejayas und sein aswamedha (Pferdeopfer)                                   |
| 3–4     | Die Wesensmerkmale des Kali Yuga                                                             |
| 5       | Die Aussöhnung zwischen Janamejaya und seiner Königin nach Indras Eingriff beim aswamedha    |
| 6       | Der formelle Segensspruch                                                                    |
| 7–28    | Der Schöpfungsursprung aus dem Lotus                                                         |
| 29–72   | Die Geschichte vom Eber, vom Menschenlöwen und von den Zwergen – alles Inkarnationen Vishnus |
| 73–90   | Krishnas Reise zum Berg Kailasa (Kailash)                                                    |
| 91–102  | Die Tötung Paundrakas                                                                        |
| 103–129 | Die Geschichte von Hamsa und Dimbhaka                                                        |
| 130–131 | Krishna trifft die Kuhhirten von Vrindavana am Govardhana-Berg und kehrt nach Dwarka zurück  |
| 132     | Religiöser Nutzen des Studiums von Mahabharata und Harivamsha                                |
| 133     | Die Legende von der Zerstörung der drei himmlischen Festungen durch Shiva                    |
| 134     | Kurzes Inhaltsverzeichnis des Harivamsha                                                     |
| 135     | Aufzählung der religiösen Verdienste, die durch das Hören dieses Puranas erlangt werden      |

Anmerkung: Mit dem Segensspruch des 6. Kapitels endete einst das Harivamsha, wie dies auch in der Kritischen Ausgabe noch immer der Fall ist.

## Harivamshas im Jainismus

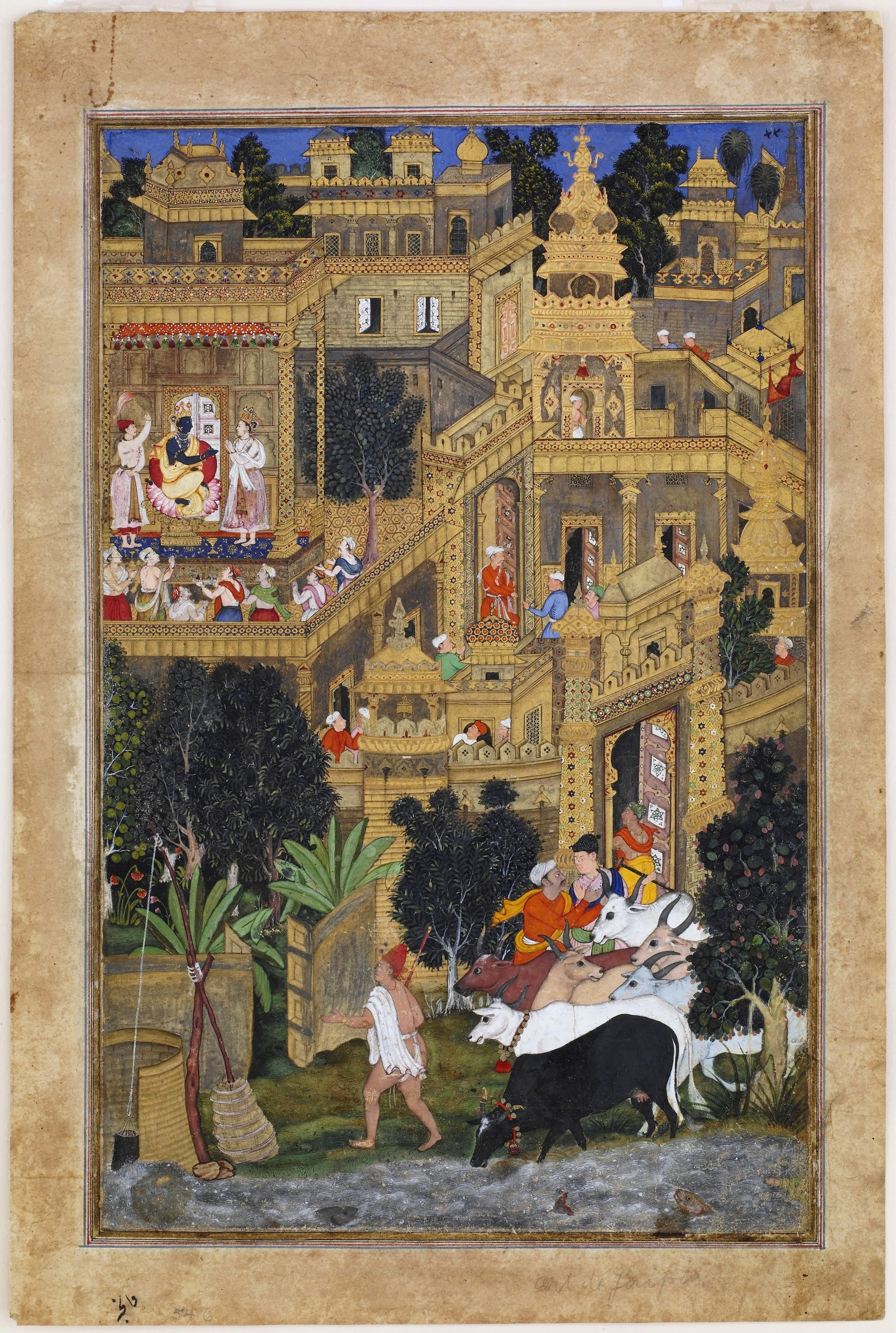
Krishna in der Goldenen Stadt Dwarka

Im Jainismus existieren mehrere Harivamshas in verschiedenen Sprachen, welche die Krishna-Geschichte aus der Sichtweise der Jaina-Traditionen darstellen. Eine der ältesten unter ihnen ist das Harivaṃśapurāṇa aus dem Jahr 783, geschrieben von Jinasena. Es besteht aus 66 Cantos mit insgesamt 12.000 slokas. Das Buch hat als Zielsetzung, die Lebensgeschichte Arishtanemis, dem 22. Tirthankara der Jainas, zu erzählen. Laut Jaina-Quellen war Arishtanemi ein Cousin Krishnas. Krishnas Abenteuer nehmen daher einen nicht unwesentlichen Platz im Harivaṃśapurāṇa ein.
Das Harivaṃśapurāṇa des Jinasena lässt sich wie folgt zusammenfassen:
Die Charakterisierung der Yadu-Dynastie verteilt sich über die Cantos 19–63. Im Canto 32 wird Balarama beschrieben. Ab Canto 35 wird die Geschichte von Krishnas Geburt erzählt. Seine Abenteuer als Jüngling ähneln den Hindu-Erzählungen. Danach folgt die Geschichte der Tötung Kamsas beim Bogenfest. Anschließend schickt Jarasandha seinen Bruder und seinen Sohn zum Angriff auf Mathura, aber Krishna tötet beide. In Saurapura wird die Geburt Arishtanemis gefeiert. Jarasandha belagert Mathura, worauf Krishna mit seinem Gefolge nach Dwarka ausweicht. Es folgt die Hochzeit Krishnas mit Rukmini und die Geburt sowie die Entführung Pradyumnas. Die Erzählung über die Pandavas weicht stark von der Hindu-Version ab. Als Nächstes wird die Wiedervereinigung Krishnas mit Pradyumna geschildert. Der Text beschreibt dann den Endkampf zwischen Jarasandha und Krishna. Auf Seiten Jarasandhas kämpfen die Kauravas und auf Seiten Krishnas die Pandavas. Der Krieg endet mit dem Tod Jarasandhas. Krishna wird als Narayana vergöttlicht. Die Pandavas ziehen dann nach Süden und gründen Pandu Mathura (das heutige Madurai). Weiter folgen der Bericht, wie Arishtanemi zum Arhat aufsteigt, die Schilderung der Zerstörung Dwarkas durch Krishna Dvaipayanas Fluch, der Untergang Krishnas und Balaramas und der Aufstieg der Pandavas zum Himmel. Das Buch schließt mit einem Bericht Jaratkumaras über die Yadu-Dynastie.
Obwohl das Harivaṃśapurāṇa im Puranastil angelegt ist, folgt der Text den Techniken des klassischen Sanskrit und ähnelt wohl mehr einem Kavya als einem stilechten Purana.

## Bedeutung
Für den Vishnuismus und insbesondere für den Krishnaismus stellt neben dem Bhagavata-Purana das Harivamsha mit dem Harivamsha-Parva und dem Vishnu-Parva einen fundamentalen Quelltext dar.